# دونکومب (آیووا)
دونکومب (به انگلیسی: Duncombe) شهری در ایالت آیووا کشور ایالات متحده آمریکا است که جمعیت آن در سرشماری سال ۲۰۱۰ میلادی، ۴۱۰ نفر بوده‌است.